# إتش أرنولد شتاينبرغ
إتش أرنولد شتاينبرغ هو شخصية أعمال كندي، ولد في 12 مايو 1933 في مونتريال في كندا، وتوفي بنفس المكان في 11 ديسمبر 2015 بسبب نوبة قلبية.